# Larischové
Larischové (Laryšové ze Lhoty, Larisch-Mönnich, polsky Larischowie) jsou starý šlechtický rod od 16. století usazený ve Slezsku. V Těšínském knížectví jim od poloviny 16. století patřilo panství Karviná, které později rozšiřovali dědictvím a dalšími nákupy. Za zásluhy ve správě slezských knížectví získali titul českých svobodných pánů (1654) a hrabat (1748), koncem 18. století přijali alianční jméno Larisch-Mönnich. Dlouho patřili k málo významné regionální šlechtě severní Moravy a Slezska, až koncem 18. století díky těžbě černého uhlí významně zbohatli a poté vzrostla i jejich prestiž. Jan Larisch-Mönnich (1821–1884) byl rakouským ministrem financí a nejvyšším maršálkem císařského dvora, jeho syn Jindřich Larisch-Mönnich II. (1850–1918) byl dlouholetým zemským hejtmanem ve Slezsku. V 19. století díky důlnímu podnikání a dalším aktivitám v průmyslu patřili Larischové k nejbohatší šlechtě habsburské monarchie, jejich postavení se odráželo i v četných přestavbách rodových sídel (Solca, Fryštát), vlastnili paláce v Opavě, Těšíně a Vídni. V roce 1945 byl jejich majetek v Československu zestátněn, jeho hodnota byla tehdy odhadována na tři a půl miliardy korun. Rodina dnes žije v Rakousku a v jižní Americe.

## Dějiny
Nejstarší historie rodu Larischů není zcela objasněna, většina pramenů se ale shoduje v tom, že prvním známým předkem byl Arnold z Klisina připomínaný v roce 1279, který byl fojtem v Brzesku.  Později se majetkem rodu stala Lhota (dnes Ligota Bialska v Polsku), která dala rodu predikát ze Lhoty (Laryšové ze Lhoty). V Těšínském knížectví se poprvé objevil Jiří Larisch (1533–1588), který s Žofií Rudzkou vyženil panství Karviná. Jiří byl soudcem těšínského knížectví a i s manželkou je pohřben v Karviné. Ve vlastnictví karvinského panství po něm následovali syn Bedřich (1563–1619) a vnuk Jindřich (1589–1624). V další generaci dosáhl Jan Bedřich (1614–1669), zemský hejtman v Těšínsku, povýšení do panského stavu s predikátem ze Lhoty a z Karviné (1654). Jeho syn Jindřich Ferdinand (1653-1730), který zastával funkce v Opolsku a Ratibořsku, zřídil z Karviné fideikomis zahrnující kromě karvinského panství dále Albrechtice a Horní Těrlicko. Jan František (1699–1760) byl c.k. tajným radou, komořím a vrchním prezidentem zemské správy ve Slezsku. Za válek o rakouské dědictví hájil zájmy Marie Terezie proti Prusku a v roce 1748 mu byl udělen hraběcí titul. Ve vlastnictví majetku se po něm vystřídali synové Kalixt Petr (1727–1774) a Jan František (1738–1792). Ten se po převzetí dědictví po starším bratrovi poprvé pokusil na Karvinsku těžit uhlí, kvůli nízkým výnosům však bylo dolování přerušeno. Rodové jmění rozšířil v letech 1790–1792 přikoupením Petřvaldu, Dolní Lutyně a Fryštátu.

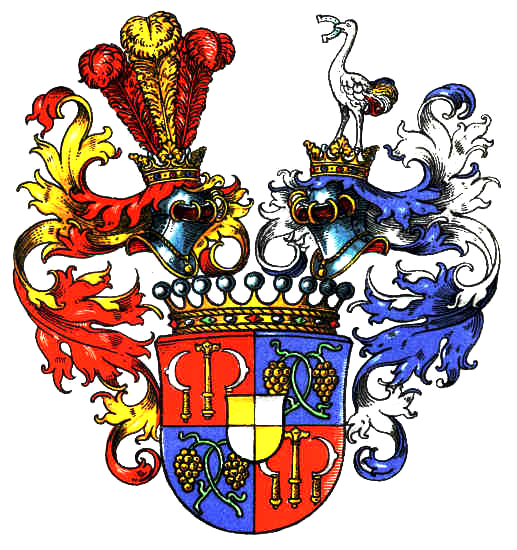
Erb rodu Larisch-Mönnich

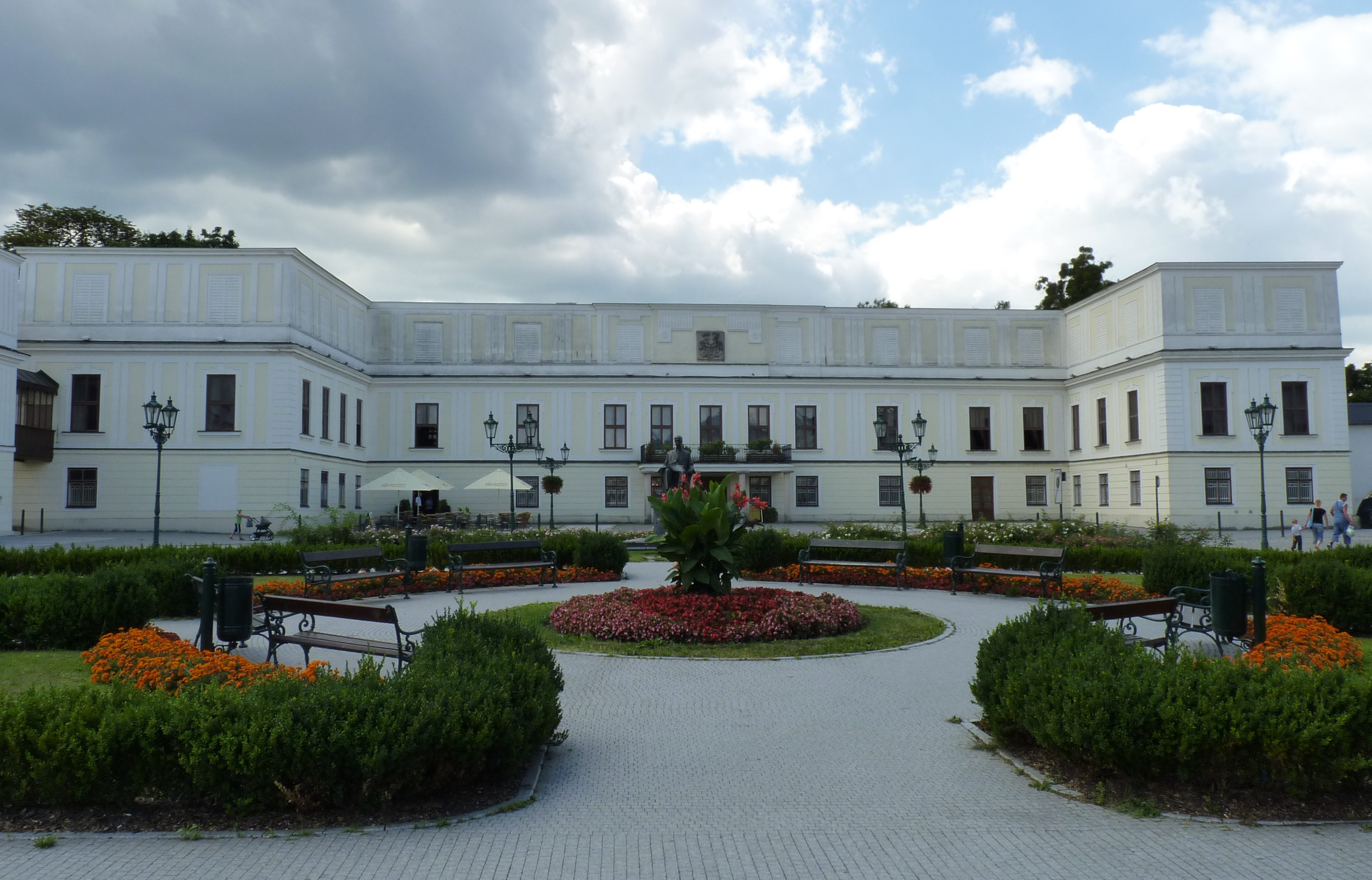
Zámek Fryštát v Karviné

Jan Josef Larisch (1766–1820), c.k. tajný rada, komoří a zemský hejtman v Těšínsku, se oženil s Annou Marií Mönnichovou, dědičkou panství Raduň, Studénka a Rychvald, v roce 1797 navíc přikoupila zadlužené panství Bravantice. Na základě tohoto sňatku bylo v roce 1791 rodové jméno rozšířeno do podoby Larisch-Mönnich spolu s převzetím erbu vymřelého rodu Mönnichů. Jan Josef se usadil na zámku ve Fryštátě, kde počátkem 19. století proběhly empírové stavební úpravy, kromě toho nechal postavit rodový palác v Těšíně (dnes sídlo Slezského muzea) a upravil palác v Opavě, který koupil v roce 1800 (v době Opavského kongresu zde bydlel car Alexandr I.) Plánoval také přestavbu zámku v Dolních Životicích, zakoupeného v roce 1800, k ní ale došlo až o dvě generace později ve druhé polovině 19. století. Značnou část majetku zdědila dcera Marie (1801–1889), provdaná za knížete Gebharda Blüchera. Z dědictví po rodu Mönnichů převzala Raduň, Studénku a Bravantice spolu s palácem Opavě.

## Larisch-Mönnichové v 19. a 20. století

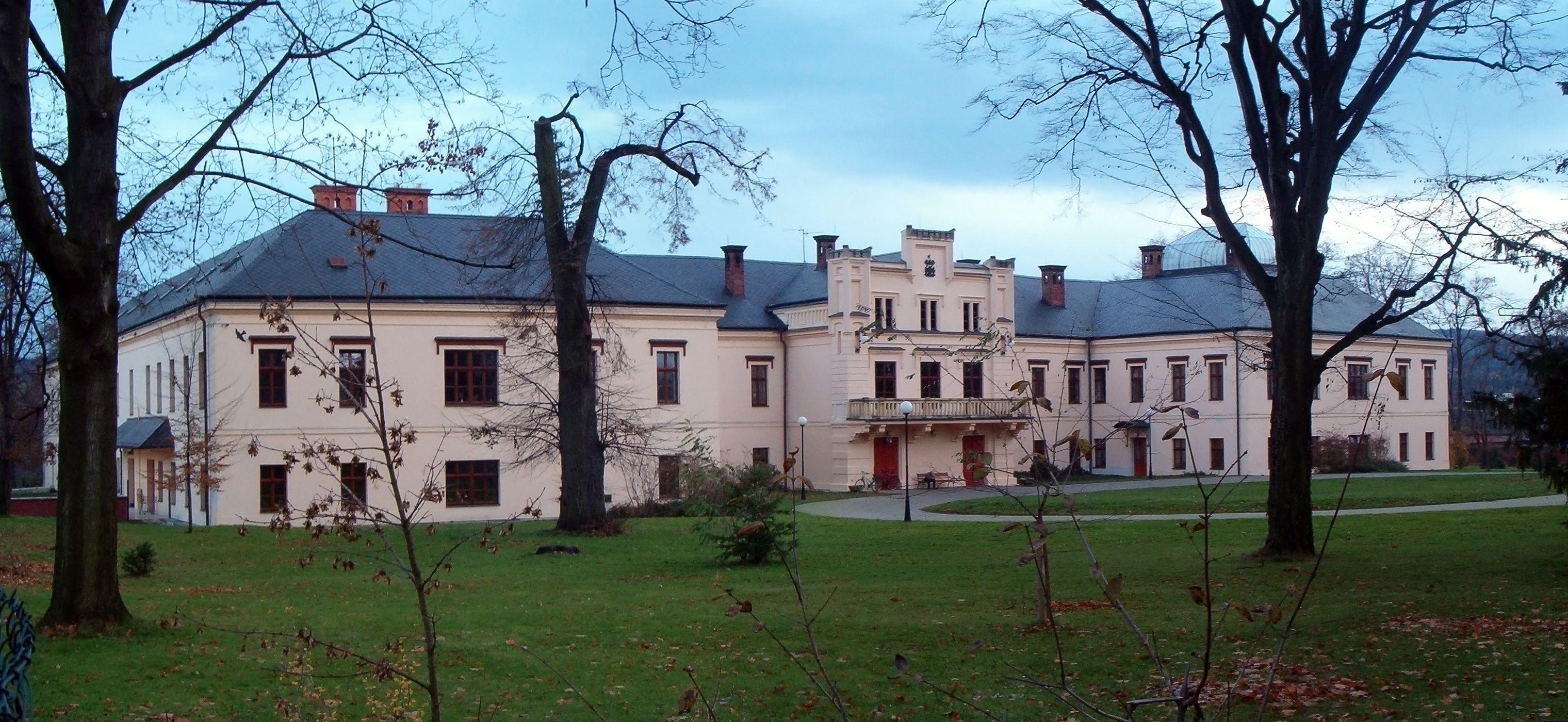
Zámek Dolní Životice

V roce 1794 se znovu začalo těžit uhlí v Karviné, významný rozvoj průmyslu na Karvinsku nastal za Jindřicha Larische (1793–1859), který kromě těžby uhlí zakládal průmyslové podniky, například sklárnu v Karviné, cukrovar v Horní Suché nebo továrnu na sodu v Petřvaldě. Věnoval se i rozvoji zemědělství a na svých panstvích choval více než pět tisíc ovcí. Po smrti matky Anny Marie, rozené Mönnichové, převzal Rychvald (1829) a sňatkem s hraběnkou Henriettou Haugvicovou (1799–1884) se stal též spolumajitelem panství Nový Světlov na jižní Moravě a Velké Kunčice v dnešním Polsku. V roce 1831 prodal palác v Těšíně, druhý palác v Opavě spolu s Raduní a Studénkou přešel sňatkem na rod Blücherů. Na majetku své manželky v Novém Světlově investoval Jindřich bezmála čtvrt miliónu zlatých do novogotické přestavby zámku. Z jeho synů žil mladší Leo (1824–1872) na zámku v Dolních Životicích, který krátce před smrtí nechal přestavět v novorenesančním stylu. Jeho syn Jiří (1855–1928) byl ženatý s baronkou Marií von Wallersee (1858–1940), neteří císařovny Alžběty. Marie Larisch-Wallersee patřila k významným osobnostem císařského dvora a dosud neobjasněnou úlohu sehrála také v případě smrti korunního prince Rudolfa. Poté upadla v nemilost, rozvedla se s manželem (1896) a útoky na rodinu Larischů byly nakonec příčinou sebevraždy jejího syna Jindřicha (1886–1909). Na svou obhajobu sepsala paměti, které však v Rakousku nesměly vyjít (v češtině byly vydány v roce 1993). V době manželství s Jiřím Larischem byla podle projektu architekta F. Schmoranze postavena Vila Larisch v Pardubicích. Leův mladší bratr Eduard (1835–1880) vlastnil statky Rychvald a Petřvald. Také v okolí Petřvaldu se těžilo uhlí a výnosy z dolování umožnily Eduardovi stavební úpravy zámku ve Velkých Kunčicích, které zdědil po matce. Velkostatky Rychvald, Petřvald a Velké Kunčice přešly prostřednictvím jeho dcer Gabriely a Františky do majetku rodin Thun-Hohensteinů a Starhembergů. Jejich majetky v Československu a Polsku byly v roce 1945 zkonfiskovány.

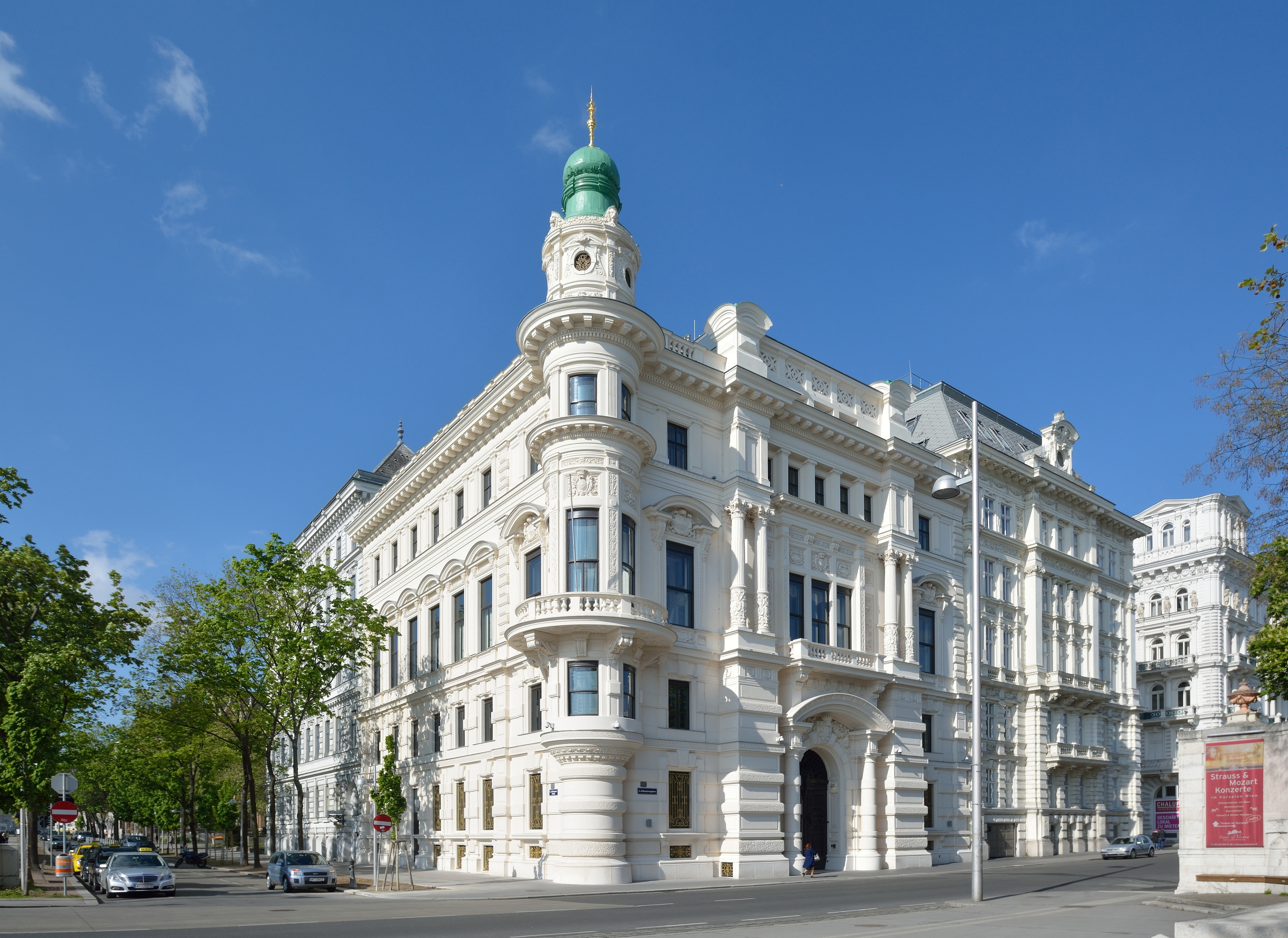
Palác Larischů ve Vídni

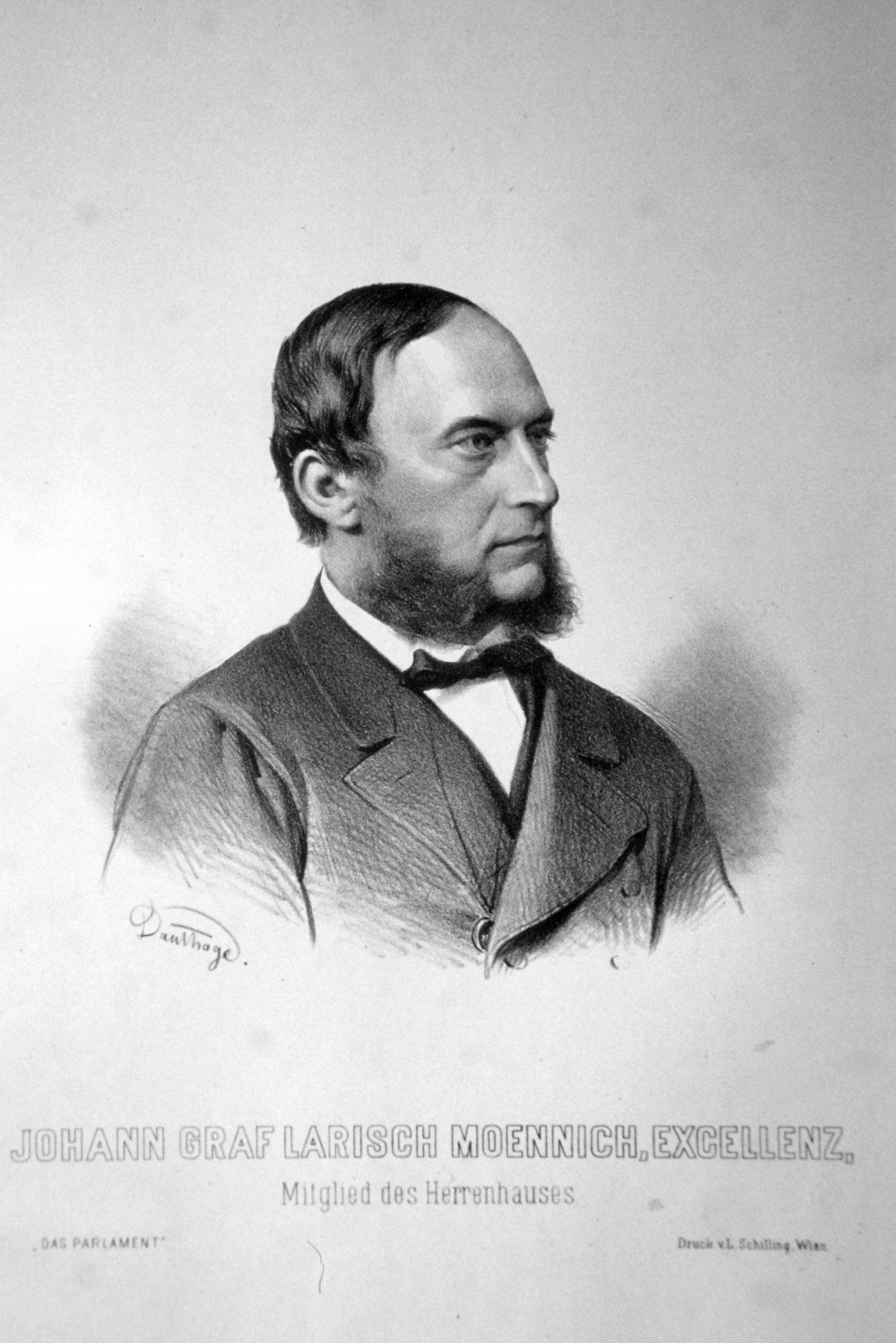
Hrabě Jan Larisch-Mönnich (1821-1884), rakouský ministr financí a nejvyšší maršálek císařského dvora

V hlavní linii dosáhli Larischové v 19. a 20. století vrcholu rodové kariéry, která byla umožněna úspěšným podnikáním především v těžbě uhlí. Hrabě Jan Larisch-Mönnich (1821–1884) byl v letech 1861–1865 zemským hejtmanem ve Slezsku a v letech 1865-1867 rakouským ministrem financí. Ve Vídni nakonec zůstal jako nejvyšší dvorský maršálek (1871–1884) a získal Řád zlatého rouna, v roce 1861 byl jmenován dědičným členem rakouské panské sněmovny. Rodový majetek rozšířil přikoupením Bohumína a vybudoval nové honosné sídlo v Karviné (zámek Solca). Jako ministr financí a později přední funkcionář císařského dvora potřeboval reprezentativní sídlo ve Vídni, pro tyto potřeby byl v letech 1867–1868 postaven novorenesanční palác (dnes sídlo iráckého velvyslanectví v Rakousku). Pokračovatelem rodu byl Jindřich Larisch-Mönnich (1850–1918), který byl stejně jako otec zemským hejtmanem ve Slezsku (1886–1916), byl též c.k. tajným radou a komořím. Počátkem 20. století byli hosty v Karviné císař František Josef I., Vilém II. nebo bulharský car Ferdinand. Společenská prestiž Larischů v té době vycházela z jejich výjimečného ekonomického postavení díky těžbě černého uhlí na Karvinsku. Jindřich Larisch zaměstnával v dolech 4 500 horníků a v oboru těžby uhlí byl nejbohatším podnikatelem v Rakousku-Uhersku. Kromě toho vlastnil přes 11 000 hektarů půdy a i lesní hospodářství mělo značný význam v rodovém podnikání. Vedle řady dalších průmyslových subjektů podnikali Larischové také v lázeňství (Lázně Darkov). Jindřich Larisch rozšířil rodový majetek přikoupením velkostatků Šenov (1893) a Ráj (1899). Rájský zámek prošel v letech 1899–1903 rozsáhlými stavebními úpravami, v roce 1909 Jindřich koupil ještě Javoří v dnešním Polsku. Od počátku 20. století byl také majitelem statku Palfau s loveckým zámkem v Rakousku v podhůří Alp. Po zániku majetkového zázemí v Československu se Palfau stalo po roce 1945 útočištěm celé rodiny Larischů.
V roce 1918 se dědicem majetku stal Jan Jindřich Maria (1872–1962), který byl poslancem říšské rady a slezského zemského sněmu a c.k. komořím. Po první světové válce se jeho majetek ocitl na území dvou států (Československo, Polsko), do rodového vlastnictví zasáhla i pozemková reforma. Díky vysokým výnosům z důlního podnikání na Karvinsku mohl Jan Jindřich i nadále investovat a krátce před druhou světovou válkou koupil za sedm miliónů korun velkostatek Valeč v západních Čechách a Jevišovice na jižní Moravě. Jan Jindřich odešel v roce 1939 do Rakouska a správou majetku pověřil syna Jana Jindřicha (1917–1997), Jevišovice převzal starší syn Eduard (1916–1987). Za druhé světové války byla na majetek Larischů uvalena nucená německá správa a v roce 1944 byl požárem zničen zámek Solca. Jan Jindřich v roce 1945 uprchl do Rakouska, cestou do exilu zahynula na jižní Moravě při autonehodě jeho manželka Vilemína, rozená Schaffgotschová (1919–1945). Po roce 1945 se Larischové snažili zvrátit proces zabavení majetku, ale kromě konfiskace majetku Němců se na jejich majetek vztahoval i Benešův dekret o znárodnění těžkého průmyslu. Po druhé světové válce byl majetek Larischů v Československu v hodnotě přibližně 3,5 miliardy korun zestátněn. Po roce 1989 navštívil Jan Jindřich několikrát Karvinou, po jeho smrti v roce 1997 kontakty ustaly. Potomci rodu dnes žijí v Rakousku a v jižní Americe.

## Osobnosti

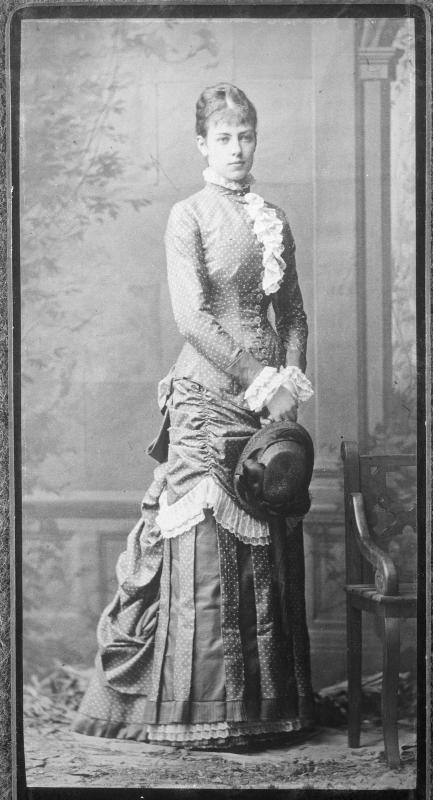
Marie Louisa hraběnka Larischová-Wallersee (1858–1940)

- Jan Bedřich (†1685), zemský hejtman v Těšínsku 1667–1685

- Jindřich Ferdinand (1653–1730), zemský hejtman v Těšínsku 1696–1699

- Jindřich (1793–1859), c.k. komoří, podnikatel

- Jan (1821–1884), rakouský ministr financí 1865–1867, nejvyšší dvorský maršálek 1871–1884

- Jindřich (1850–1918), zemský hejtman ve Slezsku 1886–1916

- Marie Louisa hraběnka Larischová-Wallersee (1858–1940), dvorní dáma, neteř císařovny Alžběty

- Jan (1872–1962), poslanec říšské rady, poslední majitel velkostatků v Československu

- Bedřich (1875–1963), rakousko-uherský diplomat, velkostatkář v Československu

- Františka von Starhemberg, rozená Larischová (1875–1943), poslankyně hornorakouského zemského sněmu